# Zentrale Behörde nach dem Auslandsunterhaltsgesetz von 1986
Das Bundesamt für Justiz nimmt für Deutschland sowohl die Aufgabe der Zentralen Behörde nach dem Auslandsunterhaltsgesetz von 1986 (AUG 1986) als auch die Funktion der Empfangs- und Übermittlungsstelle nach dem UN-Unterhaltsübereinkommen von 1956 wahr.
Das Bundesamt für Justiz nimmt seit dem 1. Januar 2007 die durch das AUG 1986 vorgesehene Funktion der Zentralen Behörde als Empfangs- und Übermittlungsstelle wahr und unterstützt die Unterhaltsberechtigten bei der Durchsetzung ihrer Ansprüche. Als Zentrale Behörde korrespondiert es direkt mit den zuständigen Stellen im In- und Ausland.
Sie unterstützt in Deutschland lebende Unterhaltsberechtigte dabei, ihre Ansprüche in diesen Staaten zu verfolgen und durchzusetzen. Unterhaltsberechtigte, die sich in den genannten Staaten aufhalten, können aus dem Ausland über die Kontaktbehörde ihre Gesuche bei der Zentralen Behörde einreichen.

## Empfangs- und Übermittlungsstelle nach dem UN-Übereinkommen 1956
Mit Wirkung vom 1. Januar 2008 wurde die Aufgabe der Empfangsstelle vom Bundesverwaltungsamt, die der Übermittlungsstelle von den Landesjustizverwaltungen auf das Bundesamt für Justiz übertragen. Aufgabe des Bundesamts für Justiz als Empfangs- und Übermittlungsstelle nach dem UN-Übereinkommen von 1956 ist es, die Unterhaltsberechtigten bei der Durchsetzung ihrer Ansprüche zu unterstützen. Dabei wird das Bundesamt für Justiz als Übermittlungsstelle dann tätig, wenn die unterhaltsberechtigte Person ihren gewöhnlichen Aufenthalt im Hoheitsgebiet der Bundesrepublik Deutschland hat. Sollte die unterhaltspflichtige Person in Deutschland wohnhaft sein, so wird das Bundesamt für Justiz als Empfangsstelle tätig. Voraussetzung für ein Verfahren nach dem UN-Übereinkommen ist jedoch immer, dass die Parteien in unterschiedlichen Vertragsstaaten leben.

## Zukünftige Rechtslage
Der Rechtsverkehr in Unterhaltsverfahren mit Auslandsbezug befindet sich derzeit im Umbruch. Die Rechtsgrundlagen, wie auch das Verfahren werden sich in Kürze ändern.
Die Verordnung (EG) Nr. 4/2009 (UnterhaltsVO) verpflichtet die Mitgliedstaaten zur Schaffung eines flächendeckenden Netzes von Zentralen Behörden, die den Unterhaltsberechtigten helfend zur Seite stehen. Eine neue Aufgabe der Zentralen Behörden besteht darin, dass sie auch bestimmte Anträge der Unterhaltspflichtigen bearbeiten können.
Die Zentralen Behörden sind nach der UnterhaltsVO ermächtigt, personenbezogene Daten der Unterhaltspflichtigen bei anderen Behörden und Institutionen abzufragen. Voraussetzung ist allerdings, dass die verpflichtete Person versucht, sich ihrer Unterhaltspflicht zu entziehen.
Die UnterhaltsVO tritt am 18. Juni 2011 in Kraft.